# Ultramaraton kolarski
Ultramaraton kolarski – dyscyplina kolarstwa wytrzymałościowego polegająca na pokonywaniu wyjątkowo długich dystansów rowerem, zwykle przekraczających 300, 500, a nawet 1000 kilometrów. Zawody tego typu trwają od kilkunastu godzin do kilkunastu dni i wymagają od uczestników wysokiej sprawności fizycznej, odporności psychicznej oraz umiejętności samodzielnej nawigacji, zarządzania snem i planowania regeneracji.
Ultramaratony kolarskie występują w różnych formatach: jako wyścigi non-stop bez wsparcia technicznego (tzw. unsupported), z etapami dziennymi lub z pełnym zapleczem zespołu technicznego. Trasy mogą prowadzić zarówno po drogach asfaltowych (tzw. szosowe ultramaratony kolarskie), jak i po trasach szutrowych czy górskich.
Za początek zorganizowanej rywalizacji w ultramaratonach kolarskich uznaje się pierwszą edycję wyścigu Race Across America (RAAM) w 1982 roku, znaną początkowo jako „Great American Bike Race”, zorganizowaną przez Johna Marino. Wzięło w niej udział czterech zawodników: John Marino, John Howard, Michael Shermer i Lon Haldeman, który pokonał trasę z Santa Monica do Nowego Jorku w czasie 9 dni i 20 godzin, ustanawiając nowy rekord przejazdu przez USA.
W Europie, w tym w Polsce, rozwój ultramaratonów kolarskich przyspieszył w drugiej dekadzie XXI wieku, czego przykładem jest Race Around Poland, którego pierwsza edycja odbyła się w 2020 roku. W 2025 roku wyścig ten po raz trzeci będzie gospodarzem Mistrzostw Świata w Ultrakolarstwie organizowanych przez World UltraCycling Association (WUCA).
Odbywają się również Mistrzostwa Świata organizowane przez World UltraCycling Association (WUCA), a edycja z 2024 roku miała miejsce w Polsce podczas wyścigu Race Around Poland.